# Elektron (legering)
Elektron is een magnesiumlegering die in 1908 door de Chemischen Fabrik Griesheim-Elektron in Duitsland werd ontwikkeld. 

## Eigenschappen
Deze legering wordt gebruikt als alternatief voor aluminiumlegeringen. Elektron is ongewoon licht en heeft een soortelijke massa van ongeveer 1,8 g/cm3 vergeleken met de 2,8  g/cm3 soortelijke massa van aluminiumlegeringen. Elektron smelt bij circa 650 °C en verbrandt met grote licht- en warmteafgave bij circa 2200 °C.

## Toepassing
Elektron wordt in de luchtvaart- en auto-industrie gebruikt. De carrosserie van de Mercedes-Benz 300 SLR bestond ook uit Elektron, wat bij de ramp tijdens de 24 uur van Le Mans in 1955 tot grote problemen leidde. Elektron werd ook gebruikt voor het maken van brandbommen.